# Merseburg-versene
Merseburg-versene (tysk: Merseburger Zaubersprüche) er to middelalderlige trylleformularer, vers eller besværgelser, skrevet på oldhøjtysk. De er de eneste kendte eksempler på germansk religion bevaret på dette sprog. De blev fundet i 1841 af Georg Waitz i et teologisk manuskript fra Fulda, skrevet i det 9. eller 10. århundrede. Der hersker dog tvivl om versenes egentlige oprindelse. Manuskriptet (Cod. 136 f. 85a) blev opbevaret i domkapitlets bibliotek i Merseburg, deraf navnet.